# Africactenus leleupi
Africactenus leleupi là một loài nhện trong họ Ctenidae.
Loài này thuộc chi Africactenus. Africactenus leleupi được Pierre L. G. Benoit miêu tả năm 1975.